# Glori-Anne Gilbert
Glori-Anne Gilbert (* 12. Juni 1969 in Hutchinson, Reno County, Kansas; auch als Gloria Lynn Berg bekannt) ist eine US-amerikanische Schauspielerin und ehemaliges Model. Sie wirkte in vielen Erotikfilmen mit und war in insgesamt acht Filmen der Morella-Horrorfilm-Reihe in der titelgebenden Hauptrolle zu sehen.

## Leben
Gilbert nahm in jungen Jahren an vielen Schönheitswettbewerben teil und erhielt erste Modelaufträge, später auch als Aktmodel. Außerdem übernahm sie in ihrer Kirchengemeinde die Funktion der Jugendleitung. 1996 debütierte sie als Schauspielerin in Evil Ambitions. 1998 stand sie den London Night Studios Model für die fiktive Superheldin Poizon.
2005 folgten Hauptrollen in Lust Connection und Island of Beasts. Im letzteren Film ging es unter anderem um einen monströsen Komodowaran: Bereits 2004 spielte sie im Tierhorrorfilm The Curse of the Komodo mit, in dem ein Komodowaran als Antagonist fungierte. Ab 2007 war sie in insgesamt acht Filmen der Morella-Reihe in der titelgebenden Hauptrolle zu sehen. Die Filme lassen sich den Slasher-Filmen zuordnen, sind im Low-Budget-Film anzusiedeln und wurden über den Direktvertrieb veröffentlicht.

## Filmografie
- 1996: Evil Ambitions
- 1998: Vampire Call Girls
- 1998: Night Vamps
- 1998: Killer Sex Queens from Cyberspace
- 1999: Peepers
- 2000: Dream Witch
- 2000: The Lair of Sinful Thoughts
- 2002: Witchunter
- 2002: Blood Sisters: Vamps 2
- 2003: Bare Wench Project: Uncensored
- 2003: Treasure Hunt
- 2004: The Thing Below – Das Grauen lauert in der Tiefe (The Thing Below)
- 2004: The Curse of the Komodo
- 2004: Countess Dracula's Orgy of Blood
- 2005: Lust Connection (Fernsehfilm)
- 2005: Crash Landing
- 2005: Sub Zero – Eisige Jagd (Sub Zero)
- 2005: Island of Beasts (Komodo vs. Cobra) (Fernsehfilm)
- 2005: The Witches of Breastwick
- 2005: Bare Wench: The Final Chapter (Fernsehfilm)
- 2006: Emmanuelle Tango
- 2006: Busty Cops 2
- 2007: The Breastford Wives
- 2007: Die Hölle am Himmel (Cry of the Winged Serpent)
- 2007: House on Hooter Hill
- 2007: Morella Presents Graveyard Theater: Morella's All-Nite Spooktacular
- 2007: Morella Presents Graveyard Theater: Blood Flood
- 2007: The Da Vinci Coed (Fernsehfilm)
- 2008: Morella Presents Graveyard Theater: The Blood Seekers
- 2008: Morella Presents Graveyard Theater: House of Evil
- 2008: Morella Presents Graveyard Theater: Disciple of Death
- 2008: Morella Presents Graveyard Theater: Blood Vision
- 2008: Morella Presents Graveyard Theater: Terror in the Crypt
- 2009: Mad Monster Rally
- 2010: The Hills Have Thighs
- 2011: Sexy Wives Sindrome (Fernsehfilm)
- 2011: Busty Coeds vs. Lusty Cheerleaders (Fernsehfilm)